# Eupithecia limbopunctata
Eupithecia limbopunctata är en fjärilsart som beskrevs av Karl Dietze 1913. Eupithecia limbopunctata ingår i släktet Eupithecia och familjen mätare. Inga underarter finns listade i Catalogue of Life.